# Pattiswick
Pattiswick är en ort i civil parish Bradwell, i distriktet Braintree, i grevskapet Essex, i England. Orten är belägen 18 km från Colchester. Pattiswick var en civil parish fram till 1949 när blev den en del av Bradwell och Coggeshall. Civil parish hade 297 invånare år 1931.